# Louis de Puineuf
Louis Savoye de Puineuf est un homme politique français né le 20 avril 1856 à Saint-Servan (Ille-et-Vilaine) et décédé le 12 décembre 1947 à Étusson (Deux-Sèvres).
Après une carrière dans l'armée qui l'amène jusqu'au grade de lieutenant-colonel, il est conseiller d'arrondissement, maire d'Etusson et député des Deux-Sèvres de 1914 à 1924, inscrit au groupe de l'Action libérale puis à l'Entente républicaine démocratique.

## Sources
- « Louis de Puineuf », dans le Dictionnaire des parlementaires français (1889-1940), sous la direction de Jean Jolly, PUF, 1960 [détail de l’édition]